# Beacon (satélites)

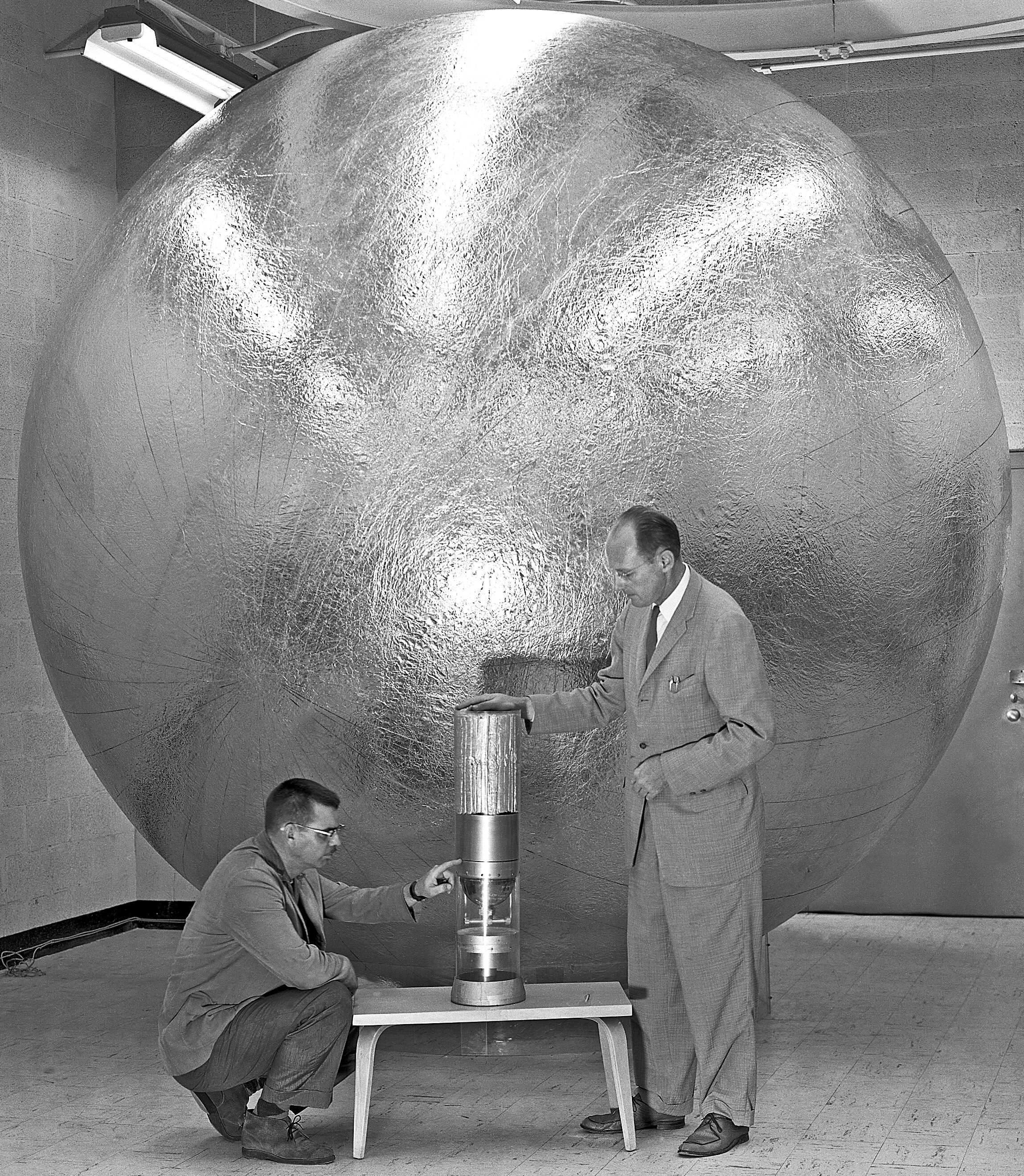
En julio de 1959, William J. O Sullivan (de pie a la derecha) y un ingeniero no identificado examinan la cápsula que contiene el satélite Beacon 2.

Beacon 1 y Beacon 2 fueron un par de satélites artificiales de la NASA dedicados a la investigación de la de la densidad de la atmósfera terrestre. Ninguno de ellos alcanzó órbita.
Beacon 1 fue lanzado el 23 de octubre de 1958 mediante un cohete Jupiter C desde Cabo Cañaveral, pero el satélite y la etapa superior del cohete se separaron de la primera etapa antes de que esta finalizase su combustión, no llegando a alcanzar órbita.
Beacon 2 fue lanzado el 14 de agosto de 1959, también mediante un cohete Jupiter C y desde Cabo Cañaveral. La primera etapa agotó el propelente prematuramente, con lo que este segundo satélite tampoco llegó a órbita.

## Características
Ambos satélites consistían en una esfera de plástico de unos 3,66 metros de diámetro y con un peso de unos 4,5 kg.